# 왕재수
《왕재수》는 떴다! 럭키맨의 주인공이다. 원판 이름은 츠이테나이 요이치(追手内洋一).

## 소개
"럭키맨"의 주인공이다.일본에서 제일 재수없는 중학생.
가을(일본명:키레이다 미요)를 좋아하지만 매일 실패한다.
그에 부모님들도 아들을 위해지만 집안의 위치를 바꾸려는 등 이상한 방법으로 오히려 더 괴롭당하는 불행한 중학생이나.
연이은 불행한 죽음을 당했지만 "럭키맨"으로 부활한다.